# قلاع بدنار
قُلاعُ بِدْنَار هو نوعٌ من تقرحات الفم التي تحدث عند الرضع. تقع الآفات على الحنك وتسببها الصدمة. لا يوجد علاج مطلوب لأن الآفات تلتئم في غضون أيام قليلة.
وِصف الحالة أول مرة الطبيب النمساوي ألويس بدنار (1816-1888) في عام 1850.